# Na Truhlářce
Na Truhlářce je pražská ulice v katastrálním území Libeň. Situována je ve východo–západním směru. Název, který ulice má od svého vzniku v roce 1930, je odvozen od blízké usedlosti Truhlářka, která se nacházela jižně od ulice. Usedlost byla v 50. letech 20. století zbourána.
V ulici je dle databáze Českého úřadu zeměměřického a katastrálního (ČÚZK) k roku 2023 evidováno rovných 60 adres.

## Popis ulice
Východní i západní konec ulice je tvořen křižovatkami s ulicí V Holešovičkách. V ulici se navíc nacházejí další dvě křižovatky, a sice s ulicí Valčíkovou a s ulicí Stupňovou, jimiž lze ulici Na Truhlářce rozdělit na tři části.
Jižně od ulice se nachází přírodní památka Bílá skála, která je zmiňována v knize Lovci mamutů od Eduarda Štorcha.

### Úsek VHolešovičkách – Valčíkova
Ulice v tomto úseku stoupá ve směru od západu na východ. Přibližně v polovině tohoto úseku je mírná levotočivá zatáčka. Ve vzdálenosti přibližně 30 metrů od křižovatky s ulicí V Holešovičkách je situován vjezd na malé parkoviště s kapacitou 14 kolmých stání. Obě strany ulice jsou lemovány zástavbou; severní devíti samostatnými činžovními domy stojícími v zahradách, jižní část třemi řadovými domy z počátku 80. let dvacátého století.

### Úsek Valčíkova – Stupňová
V tomto úseku stoupá ulice – podobně jako v úseku předchozím – ve směru ze západu na východ. Zde však příkřeji. Severní strana komunikace je lemována sedmi samostatnými činžovními domy stojícími v zahradách, v jižní části se nachází areál nemocnice Na Bulovce, konkrétně tamní stravovací provoz.

### Úsek Stupňová – VHolešovičkách
Na posledním úseku je ulice v opačném sklonu než v předchozích dvou úsecích, neboť stoupá ve směru od východu na západ. Přibližně v polovině této části je boční vjezd do areálu nemocnice Na Bulovce. Na severní straně komunikace je devět činžovních domů situovaných v zahradách a na jižní straně pak některé z pavilonů nemocnice Na Bulovce (kardiologie, oddělení dozimetrie záření, ústav radiační onkologie).

### Fotografie dělicích míst

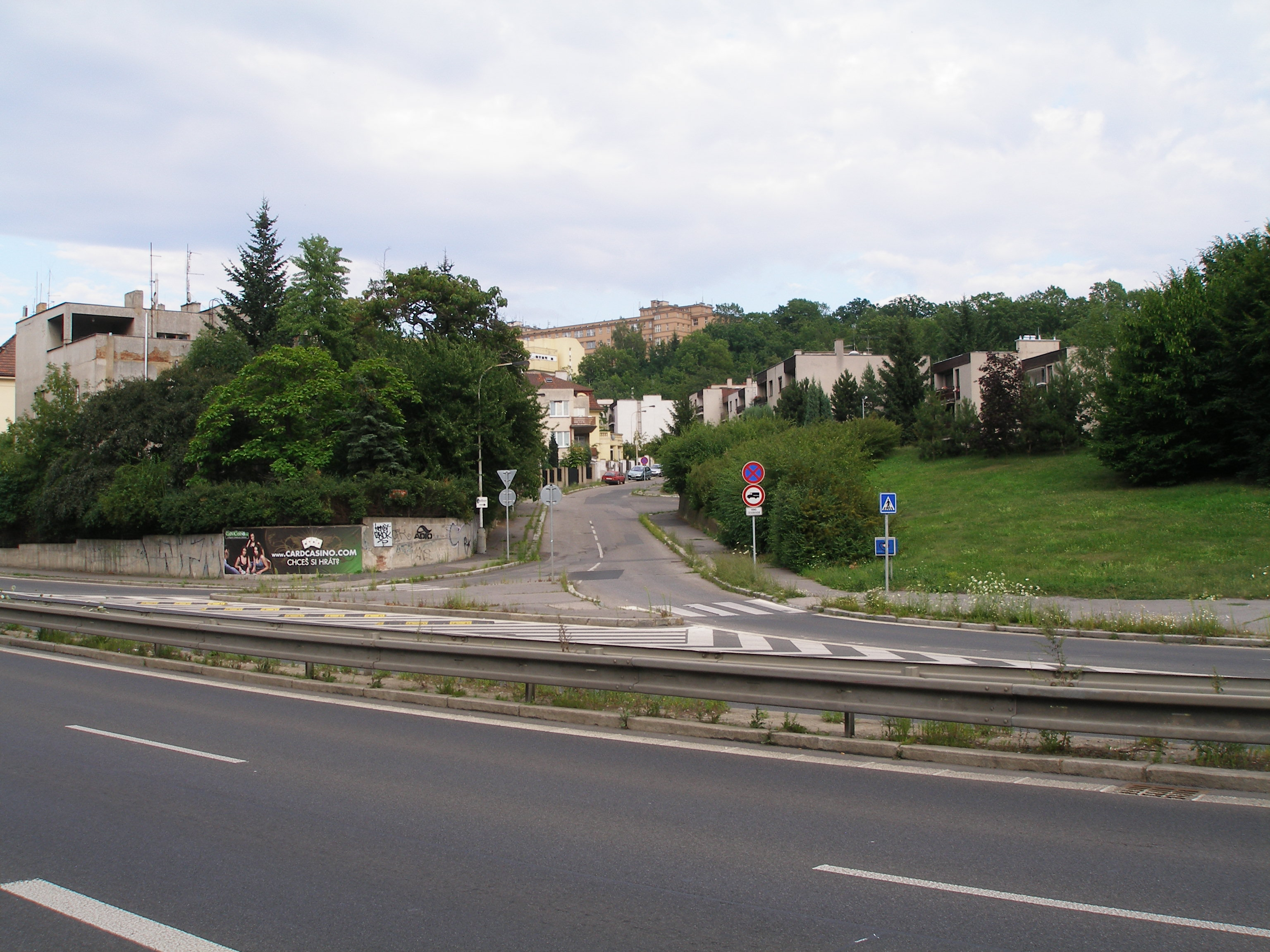
Vjezd ze západní strany
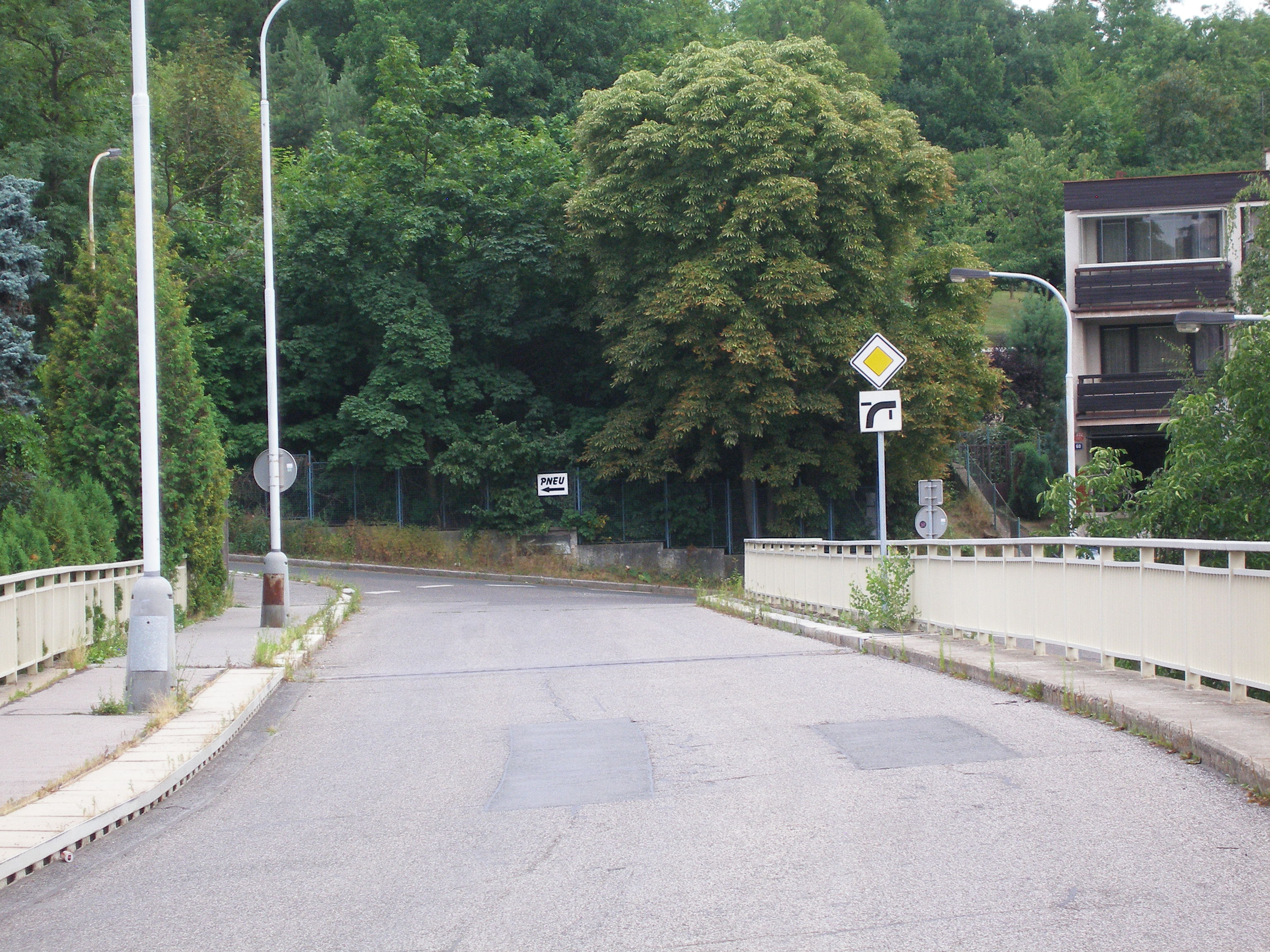
Křižovatka s ulicí Valčíkovou
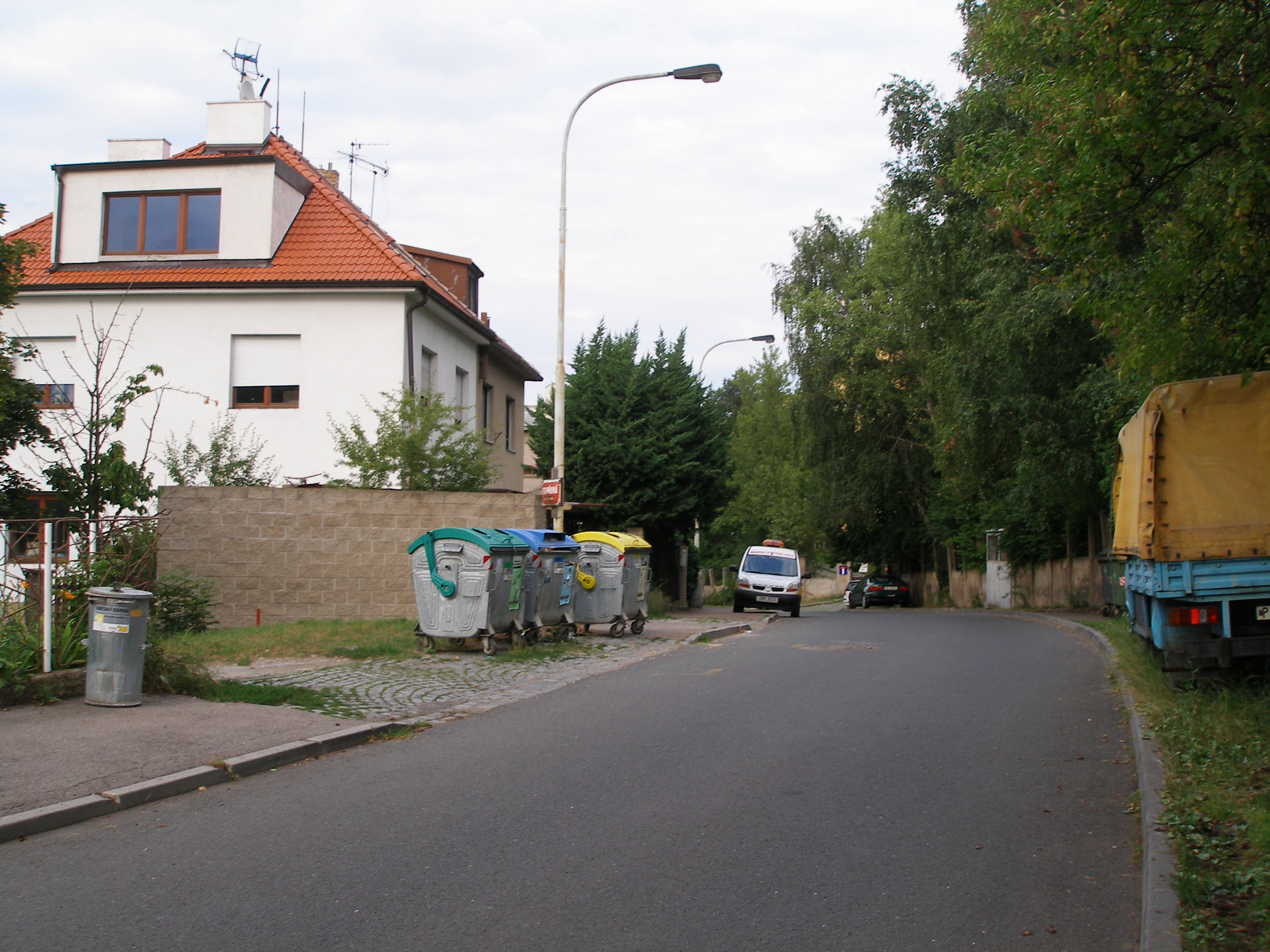
Křižovatka s ulicí Stupňovou
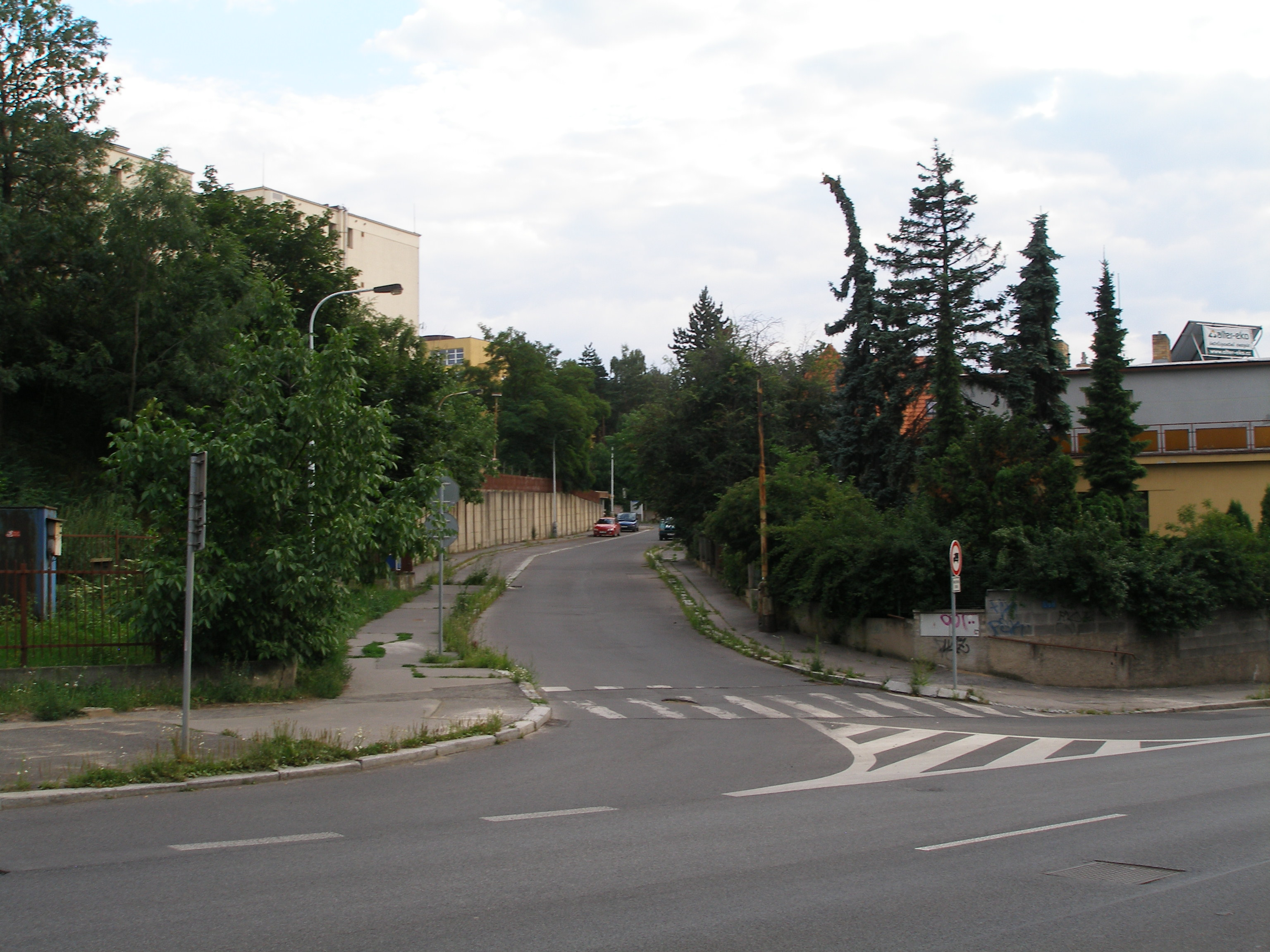
Vjezd z východní strany

## Příroda
V zahradě domu číslo popisné 1443 se nachází vzácný strom Paulovnie plstnaté (Paulownia tomentosa), což je strom pocházející z jihovýchodní části Číny a u nás je – i přes svou atraktivnost – poměrně vzácný. Na protější straně ulice V Holešovičkách se v zahradě hotelu „Pawlovnia“ nachází ještě jeden tento strom.
V lokalitě se též nachází několik poměrně starých exemplářů tisu červeného (Taxus baccata).
U křižovatky ulice Na Truhlářce s ulicí Valčíkovou se nachází dva výrazné stromy, a sice dub a jírovec.

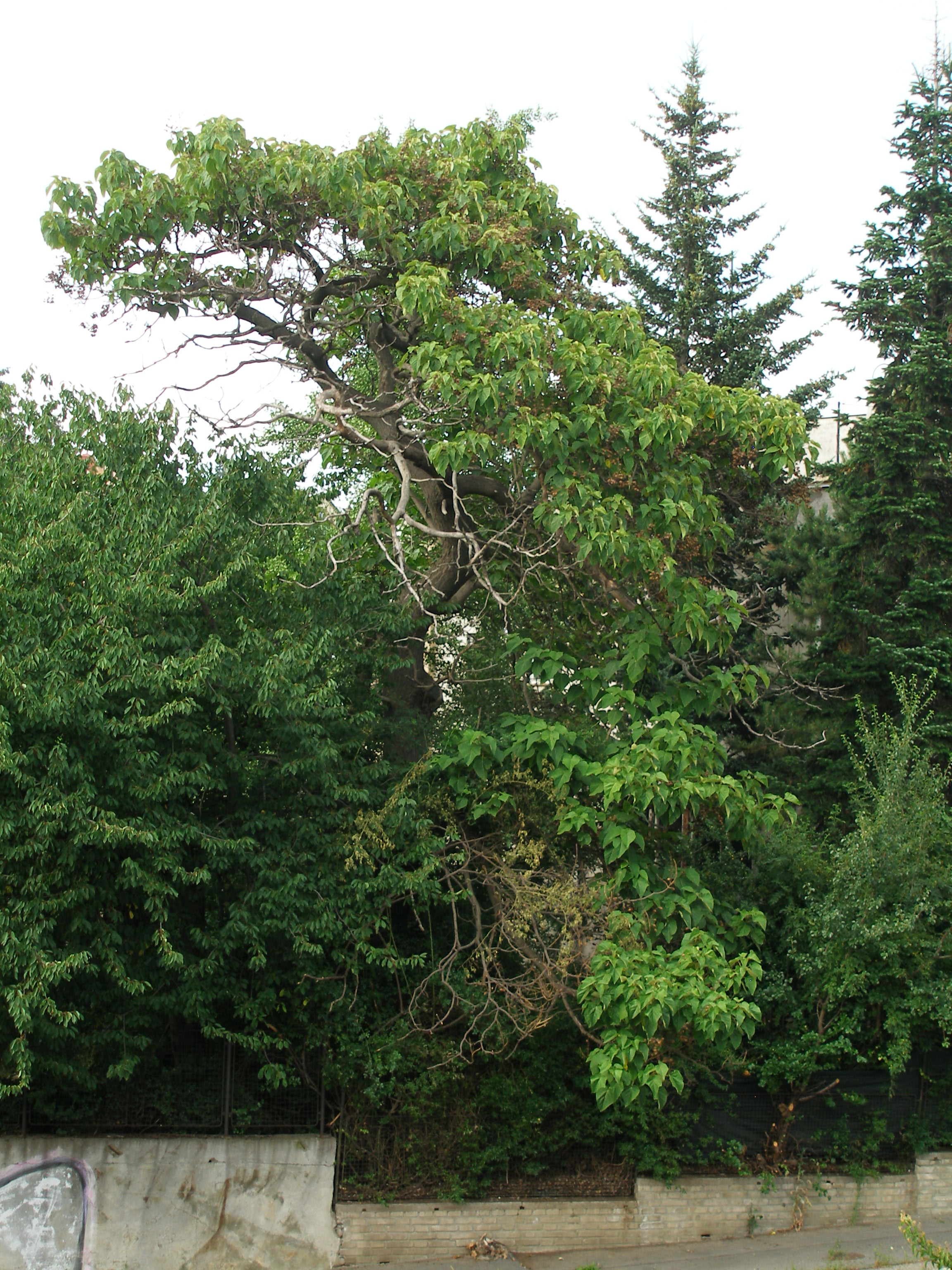
Paulovnie plstnatá
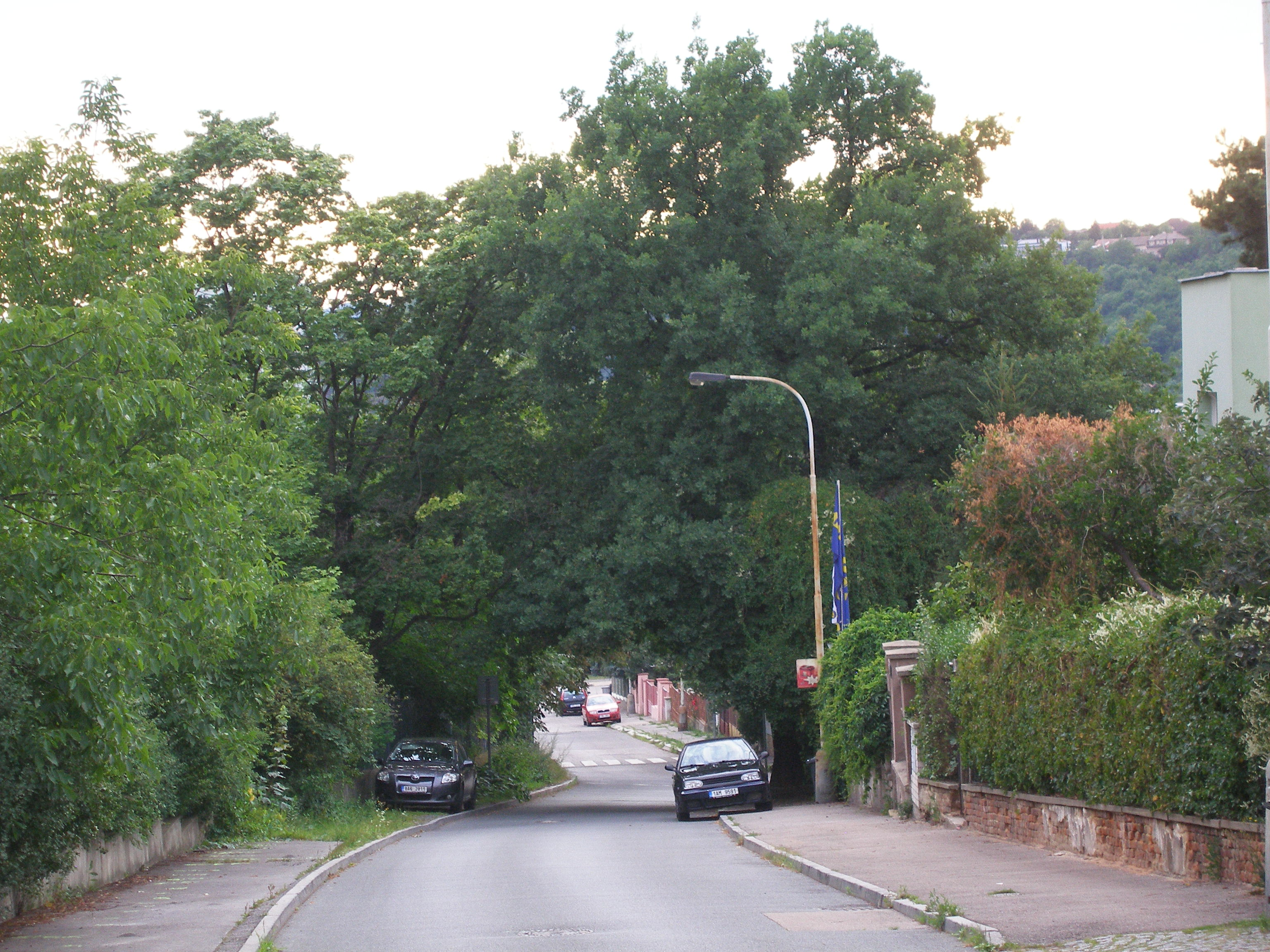
Dub (vpravo za pouličním osvětlením)
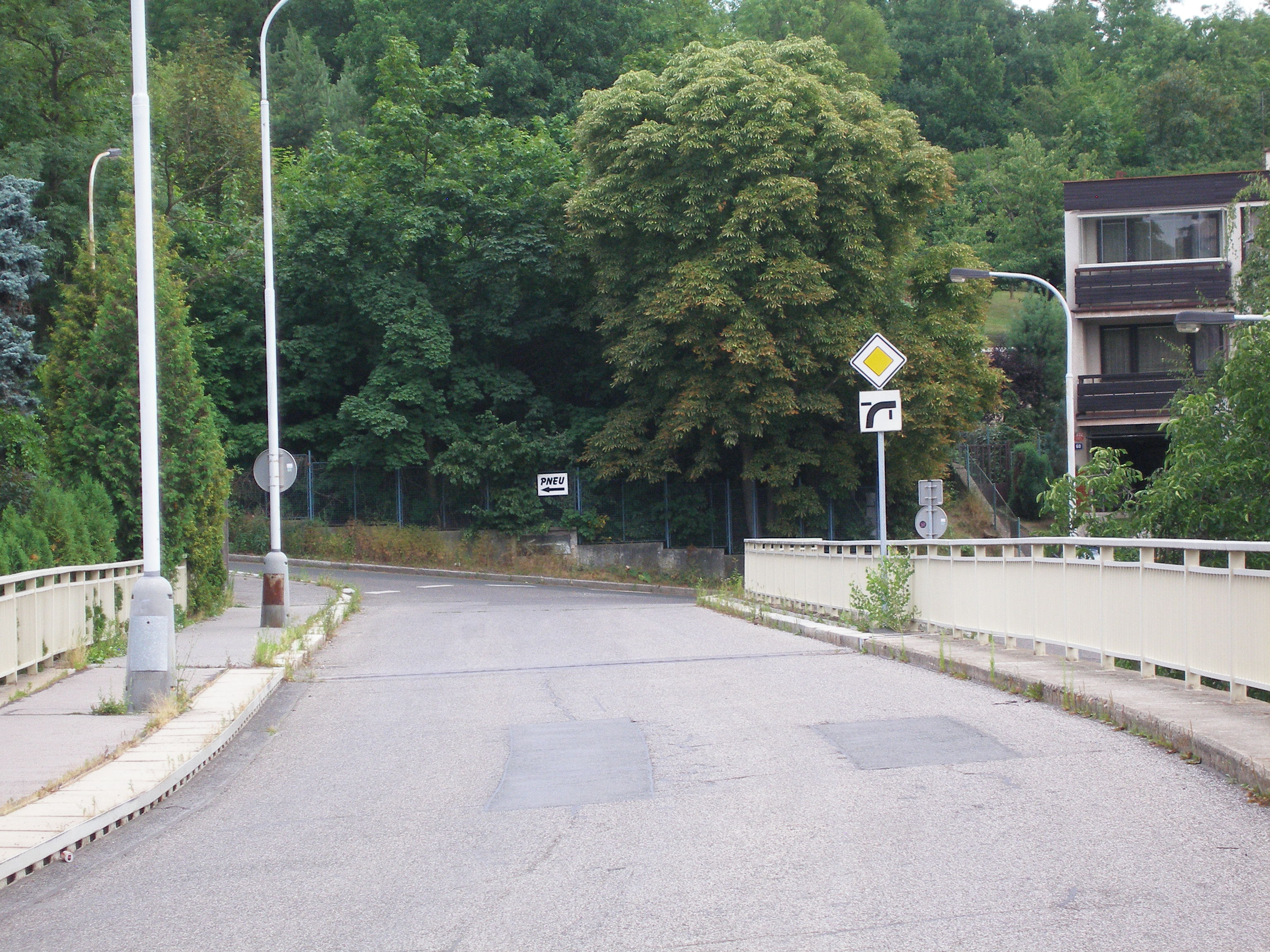
Jírovec (v pozadí za dopravní značkou „Hlavní silnice“)

## Významné vily
V ulici se nachází několik významných vil.
| Číslo popisné/orientační | Fotografie | Architekt              | Popis | Sloh            | Rok výstavby | Lokalizace                     |
| ------------------------ | ---------- | ---------------------- | --- | --------------- | ------------ | ------------------------------ |
| 100/66                   |            | František Xaver Nevole | Objekt radioterapeutického ústavu má výraznou asymetrickou dispozici a skládá se z pravoúhlých stavebních částí, které ovšem mají rozdílnou výšku. Pravoúhlé tvary se nevyskytovaly pouze v přízemní vystupující kruhové stavbě, v níž je umístěno vlastní ozařovací zařízení. Stavba je zakončena plochou střechou, jen přízemní kruhová část je zakryta skleněnou sedlovou střechou. Zvoleným typem okenních otvorů se budova přizpůsobovala ostatním stavbám v areálu nemocnice Na Bulovce. |                 | 1934–1936    | 50°7′1″ s. š., 14°27′43″ v. d. |
| 1453/17                  |            | Josef Fuchs            | Rodinný dům s odsazeným horním patrem, které vytváří terasu. Další má v nižším podlaží na západní straně budovy. Celý objekt je ukončen plochou střechou. K charakteristickým znakům vily patří visuté schodiště, pásové okno a vysoké vertikální okno vnitřního schodiště. Stavba je řazena mezi významné funkcionalistické vily. | Funkcionalismus | 1934–1935    | 50°7′ s. š., 14°27′22″ v. d.   |
| 1456/11                  |            | Emil Šulc              | |                 | 1933         | 50°7′ s. š., 14°27′18″ v. d.   |
| 1458/7                   |            | Otto Kohn Karel Kohn   | Solitérní vila s půdorysem ve tvaru obdélníku vybudovaná v mírném svahu je doplněna patrnými rizality a balkony. Zábradlí jednotlivých balkonů již doznalo v průběhu let určité úpravy, takže se od sebe vzájemně mezi jednotlivými patry odlišuje. Budova je členěna pásovými a velkými obdélnými okny. Omítky stavby jsou hladké a nevyskytují se na nich žádné dekorace. Střecha vily je plochá.                                                                                            | Funkcionalismus | 1933         | 50°7′1″ s. š., 14°27′16″ v. d. |
| 1459/5                   |            | Václav Velvarský       | Kubická stavba rodinného domu obzvláštňují visuté balkony a terasa ve vyšším podlaží, která je doplněna slunolamy ze železobetonu. Terasa realizovaná nad vchodem postupně přechází do visutého balkonu, který ale má plnou poprsnici. Střecha vily je plochá. Vchod byl v pozdějších letech doplněn mřížovými vraty, která se ale v původním Velvarského projektu nevyskytovala. |                 | 1932         | 50°7′2″ s. š., 14°27′14″ v. d. |
| 1580/23                  |            | Gustav Paul            | Puristicko-funkcionalistický rodinný dům je vybudován uprostřed parcely mezi ulicemi Na Truhlářce a V Holešovičkách. Půdorys budovy je navržen ve tvaru písmene „L“. Vila je charakteristická terasami ustupujícími v nejvrchnějším patře, dále balkony s plným zábradlím, rizality a podélnými i francouzskými okny. | Funkcionalismus | 1930–1931    | 50°7′1″ s. š., 14°27′26″ v. d. |
| 1587/19                  |            | Oldřich Starý          | Obdélná solitérní vila, u níž architekt Starý navrhl menší terasy na odsazených částech a také pásová okna. Stavba se řadí mezi nejkvalitnější vilové objekty v pražské Libni. | Funkcionalismus | 1938–1939    | 50°7′ s. š., 14°27′24″ v. d.   |

### Pivovar
Podle některých zdrojů se měl v ulici Na Truhlářce číslo 2/39 nacházet (od roku 1900 zrušený) pivovar, konkrétně jeho hlavní budova. Pivovar měl být založen v letech 1545 až 1590. Patrovou budovu na obdélníkovém půdorysu, jejíž fasádu měly členit lisénové rámce a armované nároží, měla krýt sedlová střecha. V přízemí se měly navíc nacházet jednak stlačené valené klenby s lunetami a jednak segmentové klenby. Dům uvedeného čísla však v ulici Na Truhlářce neexistuje a ve skutečnosti se jedná o tzv. libeňský Zámecký pivovar nacházející se pod Libeňským zámečkem v Thomayerových sadech.

## Doprava
Celou ulicí Na Truhlářce je vedena automobily pojížděná obousměrná komunikace o šířce 6 metrů.
Ve východní části – mezi bočním výjezdem z areálu nemocnice Na Bulovce a vyústěním na ulici V Holešovičkách – je vedena autobusová linka městské hromadné dopravy obsluhovaná midibusy pražského Dopravního podniku. Linka má číslo 295.
Tramvajová doprava není ulicí situována.